# Dicknail
Dicknail – jest to drugi singel grungowego zespołu Hole. Wydany w marcu 1991 przez wytwórnie Sub Pop. Na stronie B singla znalazła się piosenka Burn Black. W 1997 roku piosenka została umieszczona na płycie My Body, the Hand Grenade.

## Lista utworów
Wszystkie piosenki są autorstwa zespołu Hole
1. "Dicknail" - 3:39
2. "Burn Black" - 4:56